# Halloween (videojuego)
Halloween es un videojuego de terror para la Atari 2600, lanzado en octubre de 1983 por Wizard Video. Se basa en la película de terror de 1978 del mismo nombre. El juego fue programado por Tim Martin. Cuando Games by Apollo quebró, Martin y otro ex empleado, Robert Barber, desarrollaron Halloween.
A pesar de que el juego fue llamado Halloween y presentaba el póster teatral de la película como arte de portada, así como el tema musical principal de la película original, el juego en sí nunca se refiere a ningún personaje, incluido al asesino, por sus nombres de la película.

## Jugabilidad
En 1983, Halloween fue adaptado como videojuego para Atari 2600 por Wizard Video. Ninguno de los personajes principales del juego fueron nombrados. Los jugadores asumen el papel de una niñera adolescente que intenta salvar a la mayor cantidad posible de niños de un asesino anónimo que empuña un cuchillo. Si el asesino alcanza al jugador decapitará a la niñera, su cabeza desaparecerá y es reemplazada por sangre que pulsa desde el cuello mientras corre exageradamente. El asesino a su vez también puede decapitar a los niños que deambulen por el lugar. La principal similitud del juego con la película es el tema musical que suena cuando el asesino aparece en pantalla.
El jugador obtiene puntos de dos formas: rescatando niños y llevándolos a "habitaciones seguras", ubicadas en ambos extremos de cada piso de la casa, y apuñalando al asesino con el cuchillo, el cual se le puede encontrar tirado aleatoriamente. El jugador avanza un nivel ya sea rescatando a cinco niños o apuñalando al asesino dos veces. El asesino se vuelve más rápido con cada aumento de nivel, y el juego continúa hasta que se pierden las tres vidas del jugador.

## Controversia y legado
Al igual que el otro lanzamiento comercial de Wizard Video, Masacre en Texas, Halloween fue un título controvertido en su momento debido al contenido y temas violentos que ofrece. En otro esfuerzo por ahorrar dinero, la mayoría de las versiones del juego ni siquiera tenían una etiqueta en el cartucho. Era simplemente un trozo de cinta con "Halloween" escrito con marcador. Sin embargo, el juego contenía más sangre que la película. Muchos minoristas de juegos se negaron a vender el juego y los que lo hicieron a menudo lo mantuvieron detrás del mostrador en las tiendas, y lo sacaban solo a pedido.[cita requerida]
Halloween, junto con Masacre en Texas, llevaron a Wizard Video Games a la bancarrota. Mientras Wizard Video Games estaba liquidando su mercancía, algunas copias del juego fueron enviadas y vendidas sin etiqueta, o con una simple etiqueta blanca con "HALLOWEEN" escrito a mano para reducir costos, como se ha mencionado antes. Esto llevó a que incluso más tiendas rechazaran el juego debido a su apariencia.
Halloween tuvo una recepción ligeramente mejor que Masacre en Texas, aunque el número limitado de copias vendidas ha hecho que ambos juegos sean artículos muy valorados entre los coleccionistas de Atari.